# سعيد الرواحي
سعيد علي سعيد الرواحي (مواليد 1 يناير 1994، لاعب كرة قدم إماراتي يجيد اللعب في الدفاع.
لعب سابقاً في الفئات السنية في نادي العين ونادي الجزيرة ونادي الظفرة ونادي العروبة والنادي العربي ونادي حتا.

## روابط خارجية
- سعيد الرواحي على موقع Soccerway.com (الإنجليزية)